# Torrecilla de la Torre
Torrecilla de la Torre è un comune spagnolo di 32 abitanti situato nella comunità autonoma di Castiglia e León.